# Zouaoua
Els Zouaoua, Zwawa, o Gawawa (amazic: ⵉⴳⴰⵡⴰⵡⵏ, igawawn) són un conjunt i una confederació tribal amaziga de la Cabília, que porten el nom d'una de les muntanyes de la regió: l'Agawa, que es troba a Bugia i Dellys.
Sota la dominació otomana tenien la reputació de ser els millors soldats de tota la regència d'Alger.

## Etimologia
A l'oest algerià, els cabilencs poden ser designats sota el nom de Zouaoua/Zouaoui. Zouaoua ha donat en francès zouave, ja que els primers soldats d'infanteria nadius eren d'aquesta confederació.
Segons algunes fonts, Zouaoua seria una deformació pels arabòfons del nom amazic Agawa, un massís al cor de la Gran Cabília, i del plural Igawawen era el nom d'una confederació antiga i poderosa de vuit tribus organitzades en dos grups: At Betrun (At Yanni, At Budrar, At Bu Akkach, At Wasif) i At Mengellat (Ath Mengellat, Ath Bu Yusef, Ath Weqbil, Ath Attu, Ath ililltene i At Sedka).
Tanmateix, segons el professor Salem Chaker el terme Zouaoua/Zouaoui utilitzat pels parlants d'àrab no ha de ser connectat a agawa/igawawen sinó més aviat a azwaw/izwawen (cognom cabil i nom del clan generalitzat a Cabília).
A les primeres fonts àrabs, el terme Zwāwa era utilitzat per designar els combatents cabilencs en lloc d'igawawen. Tot i que el significat indica sempre amazic, no és clar si el significat original era un grup ètnic per se, o hi havia altres implicacions ètnic-socials com «guerrers amazics», «homes cabils», «bandits cabils», etc. Salem Chaker demostra que Izwawen és el veritable nom antic i autòcton dels cabilencs qui «amb la depressió històrica gairebé han oblidat el seu noms real».

### Derivat
Al segle xix el terme zouaoua es podia utilitzar per descriure els cabilencs que viuen a la Cabília, o fins i tot per l'extensió del territori corresponent. En àrab la paraula zouaouïah fins i tot pot designar la llengua parlada pels zouaoua.
Històricament l'emigració dels zouaoua a les grans ciutats (Alger, Bugia i Tunis) va facilitar que fossin reclutats com a mercenaris per formar tropes. El mot «zouave» utilitzat en el vocabulari militar francès per designar un cert tipus d'unitat d'Àfrica del Nord deriva de zouaoua. L'origen d'aquest mot es remunta a la conquesta francesa, car que ja està testificat en les descripcions en francès de la regència d'Alger, encara que s'utilitza rarament.

## Origen
Els zouaoua eren coneguts pels romans amb el nom de Jubalenes.
Llur existència és testimoniada almenys des de l'època fatimita, on eren aliats dels kutama en el suport a aquesta dinastia. Foren descrits per Ibn Khaldun en l'edat mitjana ocupant el litoral de Tadelles a Bugia (Petita Cabília); aquest grup de tribus, que depenien nominalment del sultà de Bugia es caracteritza per la seva autonomia i independència d'igual a igual del poder central, tret que conservarà fins al segle xix. A començaments del segle xvi el país zouaoua intentà constituir-se en un sultanat o principat, anomenat regne de Koukou al voltant de la família dels Belkadi que exercia la seva autoritat sobre un cert nombre de zouaoua. Aquest sultanat i els zouaouas foren sotmesos a la pressió de l'establiment d'un nou règim, la regència d'Alger, però mantenint llur independència. En el segle xviii el poder dels Belkadis s'esfondrà, el regne de Koukou esclatà i els zouaoua tornaren a formar una confederació tribal independent del poder d'Alger fins a la conquesta francesa a la segons meitat del segle xix.
Ibn Khaldun és un dels historiadors i sociòlegs sobre l'origen del nom propi en àrab per designar a aquest grup de tribus amazigues i no àrabs. Zouaoua és, entre els autors àrabs (Ibn Battuta i Ibn Hazm), i d'acord amb l'àrab contemporani, un substantiu masculí plural, Zouaoui en singular i Zouaouiya en femení singular (substantiu i adjectiu: de la tribu dels Zouaoua: Al-Zwâwiz nom propi masculí). Zwawa o Zouaoua és una transcripció d'un plural en àrab, el nom propi no pot prendre la "s" en francès com sol ser el cas.
Alguns autors associen els zouaoua als zenete. Sembla, però, que aquesta tesi es deu a la confusió amb una tribu anomenada zouaza part del grup zenete. Els genealogistes amazics com Ibn Hazm classifiquen tots els zouaoua en el grup kutama, una visió compartida i acceptada per Ibn Khaldun. En qualsevol cas, aquests dos historiadors àrabs especialitzats en tradicions genealòqiques amazigues els compten com a part dels pobles kutamiens.

## Història

### Època otomana
El Zouaoua van ser famosos en l'època otomana per haver fornit als  otomans amb contingents de les seves pròpies conquestes, principalment de la presa de Fes en 1576, o de la batalla dels Tres Reis en 1578. tenien la reputació de ser els millors soldats de tota la regència d'Alger. També van tenir una contribució gens menyspreable a l'armada otomana. La seva submissió a la regència era només nominal, no pagaven tribut, visitaven sovint Alger per comerciar.
Al segle xix el Dey d'Alger Ali Khodja es va envoltar d'una guàrdia composta exclusivament per cabilencs, inclosos zouaoua.

## Llista de tribus
Ibn Khaldun van elaborar dues llistes de tribus i confederacions que componen la Confederació dels Zouaoua.

### La primera llista
La primera llista es basa en un estudi dels noms antics. William Mac Guckin de Slane remarca que prové d'una antiga traducció que té la seva font en àrab i certament alterada en el temps, d'altra banda, no distingeix entre confederacions tribals que componen la vasta confederació Zouaoua. Dit això, té el mèrit d'existir i proporcionar una dada única sobre la història d'aquest temps i aquesta regió.
- els Medjesta,
- els Melîkich,
- els Béni Koufi,
- els Mecheddala,
- els Béni Zerîcof,
- els Béni Gouzît,
- els Keresfina,
- els Ouzeldja,
- els Moudja,
- els Zeglaoua
- i els Béni Merana.

### La segona llista
Per reprendre amb exactitud la llista de Ibn Khaldun, les tribus pertanyents a una confederació són llistades entre parèntesis amb la confederació a la qual pertanyen:
- la confederació dels Aït Idjer,
- la confederació dels Aït Menguellat, (amb les tribus dels At Bu Yusef i dels At Menguellat)
- la confederació dels Aït Bethroun (amb la tribu dels Aït Yenni),
- la tribu des Itsoura, (Ath yetsouregh)
- la tribu des Aït Bou Chaïeb,
- la confederació dels Aït Aïssi,
- la confederació dels Aït Sedka,
- la tribu des Aït Ghobri,
- la confederació dels Igouchdal (amb la tribu dels Aït Bu Ɣerdan)

Un fet sorprenent és, però, que de fet Ibn Khaldun no esmenta en aquesta llista quatre tribus que es van unir més endavant al text. Especialment dues de les que ens trobem amb les següents línies. Això es tradueix en una llista addicional que es pot anomenar tercera llista.

### La tercera llista
- Aït Iraten[14][15]
- Aït Fraoussen
- Aït Khellili
- Aït Yahia

Quan parlem de la gran Cabília, és útil distingir l'Alta Cabília de la Baixa Cabília (Cabília marítima), naturalment separades pel riu Sebaou. D'aquesta manera veiem que les tribus i confederacions que Ibn Khaldun atribueix a la gran confederació dels zaououa són de l'Alta Cabília amb l'excepció de les que es troben en el vessant occidental de la muntanya Akfadou i d'Ait Ghobri. Aquests dos grups es troben en els hàbits i costums relacionats amb les tribus i confederacions de baixa Cabília.
Actualment la tribu dels At Waghlis (wilaya de Bugia), que ocupa el vessant est de l'Akfadou, es va difondre per la vall de La Soummam, i que són veïns dels Aït Idjer es revendiquen també com a pertanyents a la confederació dels Zaououa.
En 1868 un oficial francès anomenat Hanoteau va estimar que els assentaments de la federació Ait Betrun tenien 19.749 habitants, i els assentaments de la federació Ait Mangellat tenien 14.429 habitants, donant tot el territori dels Igawawan una població total de 34.178 habitants.